# جاي إرنست ويلكينز سينيور
جاي إرنست ويلكينز سينيور (بالإنجليزية: J. Ernest Wilkins, Sr.)‏ هو محامي أمريكي، ولد في 1 فبراير 1894 في فارمنغتون في الولايات المتحدة، وتوفي في 19 يناير 1959 في واشنطن العاصمة في الولايات المتحدة.

## وصلات خارجية
- جاي إرنست ويلكينز سينيور على موقع مونزينجر (الألمانية)